# DuckDuckGo
DuckDuckGo (DDG) és un motor de cerca que posa l'èmfasi en la protecció de la privacitat. Se'l sol presentar com a l'alternativa a Google Search. L'empresa té la seu a Paoli, Pennsilvània (EUA), i té 20 treballadors. Els servidors eren allotjats inicialment al soterrani de Gabriel Weinberg, el fundador, i ara estan allotjats per Amazon.
Inicialment era un agregador de cercadors web.
El 2013 va experimentar un creixement d'usos/visites amb la revelació de les activitats de vigilància intrusives amb la privacitat dels internautes de la National Security Agency.
El 2014 fou bloquejat pel govern de la Xina almenys després de principis de l'estiu.
M. Lica Butler criticà una afirmació feta el 2016 per Gabriel Weinberg, el fundador de DuckDuckGo, com a falsa per afirmar que Google posava especials dificultats per a establir el cercador com a per defecte.
El servei de mantenir la privacitat es basa en no fer un seguiment de l'activitat dels usuaris i no guardar cap dada generada per l'usuari.

## Els bangs de DuckDuckGo
DuckDuckGo a banda de ser un buscador que afavoreix als usuaris per la seva privacitat també ens afavoreix pels bangs. Aquests són paraules o conjunts de lletres amb un signe d'exclamació que comunica a DuckDuckGo on vol cercar l'usuari. Per exemple, si estem fent una cerca i desitgem fer la cerca del vídeo de ‘salchipapa’ a youtube, només hauriem de posar yt! Salchipapa i aquest motor de cerca ens portaria directament a aquest vídeo al Youtube.
Aquest són alguns dels bangs més utilitzats:
- !yt o !youtube, per YouTube
- !g para Google, !gi per Google Imatges
- !fb para Facebook, !tw per Twitter
- !amazon y !ebay, respectivament, s'expliquen sols
- !w per Viquipèdia
- !tpb per buscar a The Pirate Bay
- !kat per KickAssTorrents

## Història
DuckDuckGo va ser creat per Gabriel Weinberg, llicenciat en física i màster en Tecnologia i política al MIT. Aquest motor de cerca té el seu inici el 2008 i la seva seu principal està situada als Estats Units, concretament a Paooli, Pennsilvània.
Aquest està escrit en codi Perl, un servidor de web Nginx i s'executa principalment en FreeBSD. DuckDuckgo està basat en l'API dels principals motors de cerca. Aquest és un motor de cerca híbrid.
Un fet que crida l'atenció d'aquest motor de cerca és el seu nom una mica original. Després que també cridés l'atenció a alguns periodistes, en Weinberg va ser preguntat pel tema. El seu creador va dir que simplement se li va ocórrer un dia i que li va agradar, però que aquest nom no té amagada cap metàfora.
Aquest motor de cerca, a banda de no agafar ni utilitzar informació dels 'clients' que la utilitzen també publica les estadístiques de la seva utilització a Internet. L'any 2016 DuckDuckgo va superar les 300 milions de cerques mensuals. També el 2010 DuckDuckGo va habilitar una pàgina web per permetre a la seva comunitat d'usuaris denunciar els problemes, estudiar els mitjans de difusió de cerca i examinar les característiques.

## Característiques
Les característiques de la cerca en DuckDuckGo són:
- La utilització d'una sintaxi per a la cerca des del cercador dins de cercadors específics (la sintaxi Bang).[12]
- L'absència d'un comptador de resultats.[11]
- Els resultats apareixen en llista vista baixant verticalment sense navegar fent clic a pàgines de resultats.
- Permet cercar solament imatges i vídeos.
- El servei de les "respostes automàtiques", informes meteorològics, receptes, convertir i definicions ràpides.
- La protecció de privacitat consisteix en evitar que els llocs webs visitats no saben quina cerca s'ha fet des de la qual s'ha accedit al lloc web.
- Té un servei de cronòmetre al cercar "stopwatch".
- Permet escoltar música de Soundcloud des del cercador.[13]
- No guarden informació personal ni historials de cerca, pertant no comparteixen cap informació a anunciants.[14]
- No rastregen la informació de cap manera, ni utilitzant el buscador en incògnit ni sense ell.[15]